# We Kyung-yong
We Kyung-yong (koreanisch 위 경용; * 23. März 1940) ist ein ehemaliger südkoreanischer Radrennfahrer.

## Sportliche Laufbahn
We Kyung-yong (auch We Kyung-Yong) war im Straßenradsport aktiv und Teilnehmer der Olympischen Sommerspiele 1964 in Tokio. Das olympische Straßenrennen beendete er nicht. Über sein weiteres Leben und seine sportlichen Erfolge ist nichts bekannt.